# فرودگاه شهری فیرفیلد (آیوا)
فرودگاه شهری فیرفیلد (آیوا) (به انگلیسی: Fairfield Municipal Airport (Iowa)) یک فرودگاه همگانی بهره‌برداری هوایی با کد یاتا FFL است که یک باند فرود بتن دارد و طول باند آن ۱۶۷۶ متر است. این فرودگاه در کشور ایالات متحده آمریکا قرار دارد و در ارتفاع ۲۴۴ متری از سطح دریا واقع شده است.